# Luis Bryce
Luis Nicasio Bryce de Vivero (Callao, 14 de diciembre de 1847 - Lima, 13 de noviembre de 1909), fue un destacado político peruano. Miembro del Partido Civil, fue ministro de Hacienda y Comercio en 1886 durante el primer gobierno del general Andrés Avelino Cáceres.

## Biografía
Hijo de John Bryce Weddle y Gertrudis de Vivero Morales. Su padre fue un escocés que se instaló en Lima en 1837. Su madre era hija de José Pascual de Vivero Salaverría, notable marino de origen sevillano que fue vicealmirante de la armada peruana y jugó un rol clave en su organización inicial. En 1872 se casó en París con Grimanesa Cotes Althaus, nieta de Clemente von Althaus, militar alemán que luchó en la guerra de la independencia del Perú. De un tío suyo proviene la otra rama de los Bryce en el Perú, de la que es descendiente el escritor Alfredo Bryce Echenique.
Fue ministro de Hacienda y Comercio del primer gobierno del general Andrés Avelino Cáceres, integrando el primer gabinete ministerial, presidido por Pedro Alejandrino del Solar (que era a la vez ministro de Gobierno), el cual juramentó el 6 de junio de 1886. Los otros ministros eran: Manuel María Rivas (Relaciones Exteriores); Juan Francisco Pazos (Justicia e Instrucción); y Justiniano Borgoño (Guerra). Se trataba del primer gobierno elegido en elecciones tras la guerra del Pacífico, que había dejado en estado calamitoso la hacienda pública. Al preparar el presupuesto para el período 1887-1888, encontró un déficit de más de tres millones de soles. Bryce propuso como primera medida disminuir los gastos públicos, comenzando por los sueldos de los empleados del Estado, mientras se sancionara el presupuesto nacional; luego planteó una serie de reformas que afectaron principalmente a las tarifas aduaneras, a las contribuciones personales y al consumo del tabaco. Concretadas estas medidas, se llegó en el papel al superávit. Los ingresos se calcularon en S/.8 091 837 y los egresos a S/.6 779 552.
Fue también un prominente miembro del Partido Civil, el partido de la oligarquía peruana. Al instaurarse el gobierno constitucional de Nicolás de Piérola en 1895, abogó por que se mantuviera la alianza de su partido con el partido demócrata o pierolista, que se habían aliado para derrocar al segundo gobierno de Cáceres. Consideraba que, sin dicha alianza, su partido estaba perdido, pues los demócratas controlaban a la masa popular, mientras que los caceristas tenían el apoyo de los militares.
Fue presidente del Club Nacional en el periodo 1899-1901. En el primer gobierno de Augusto B. Leguía fue personero del gobierno ante la Junta Electoral Nacional (1908). Falleció poco después.